# استان سقاریه
سَقاریه (به ترکی استانبولی: Sakarya) نام یکی از استان‌های ترکیه است که مرکز آن شهر آداپازاری است.
شرکت اوتوکار در این استان قرار دارد. 
بیشترین میوه به ترکیه در این استان تولید می‌شود. 
سقاریه در شاهراه استانبول - آنکارا واقع شده است و راه آهن نیز از آن می‌گذرد. دسترسی هوایی به سقاریه از طریق فرودگاه بین‌المللی صبیحه گوکچن استانبول انجام می‌گیرد. جمعیت استان سقاریه ۸۷۲ هزار نفر است.

## پیشینه
پیشینه تاریخی سقاریه به ۳۷۸ سال پیش از میلاد بازمی‌گردد. مهاجران باستان شامل فریگیه‌ای‌ها، بیتینیایی‌ها، کیمری‌ها، لیدی‌ها، و ایرانیان هخامنشی در منطقه سقاریه سکونت یافتند، اما این سامان، هویت خود را از رومی‌ها و بیزانسی‌ها گرفت.
یکی از مهم‌ترین بازمانده‌های تاریخی این منطقه پل ژوستینین (ترکی: Beş Köprü) است که در سال ۵۳۳ پس از میلاد توسط ژوستینین یکم، امپراتور بیزانسی ساخته شده‌است.

## شهرستان‌ها
- آداپازاری (مرکز)
- آق‌یازی
- عارفیه
- فریزلی
- ارنلر
- گیوه
- هندک
- قراپورچک
- قراسو
- کاینارجا
- کوجاعلی
- پاموکووا
- ساپانجا
- سردیوان
- سغوتلو
- تاراکلی